# Araya (półwysep)
Araya – wąski oraz górzysty półwysep w północnej Wenezueli, wysunięty w Morze Karaibskie.
Półwysep jest oddzielony od lądu zatoką Cariaco.
Dane liczbowe:
- długość: 72 km,
- max. wysokość: 600 m n.p.m.

Główne miasta:
- Araya